# Civrac-sur-Dordogne
 Civrac-sur-Dordogne  là một xã thuộc tỉnh Gironde trong vùng Nouvelle-Aquitaine tây nam nước Pháp.